# Éric Poulat
Éric Poulat (* 8. Dezember 1963 in Bron, Département Rhône) ist ein ehemaliger französischer Fußballschiedsrichter.
Der 185 cm große Informatiker war ab dem 1. Januar 1999 FIFA-Schiedsrichter.

## Spiele
Poulat, der 1978 die Schiedsrichterprüfung ablegte, leitete ab 2003 über 48 Partien in der höchsten französischen Spielklasse, der Ligue 1.
Er pfiff drei WM-Qualifikationsspiele, Litauen – Spanien (Endstand 0:0), Russland – Lettland (2:0) und Italien – Slowenien (1:0).
In der Champions-League-Saison 2005/06 war er bei sieben Partien Referee, darunter die Begegnungen FC Artmedia Bratislava – Inter Mailand (0:1), Panathinaikos Athen – Werder Bremen (2:1), FC Liverpool – Real Betis Sevilla (0:0), PSV Eindhoven – Fenerbahce Istanbul (2:0) und Glasgow Rangers – FC Villarreal (2:2).

## Turniere
Für Poulat war die WM 2006 in Deutschland die erste Fußball-Weltmeisterschaft als FIFA-Schiedsrichter – sie blieb wegen der Altersbegrenzung auch seine einzige. Aus einer Vorauswahl von 44 Schiedsrichtern wurde Poulat mit 20 anderen Kollegen für die WM 2006 nominiert. Seine Assistenten waren Lionel Dagorne und Vincent Texier (beide Frankreich). Seine von 1999 bis 2007 fest zum Gespann gehörende Linienrichterin Nelly Viennot war kurz vor dem Turnier bei der Leistungsprüfung durchgefallen.
Poulat pfiff die Vorrundenspiele Portugal-Iran 3:1 (1:1) und Brasilien-Japan 4:1 (1:1).
| Personendaten    | Personendaten                       |
| ---------------- | ----------------------------------- |
| NAME             | Poulat, Éric                        |
| KURZBESCHREIBUNG | französischer Fußballschiedsrichter |
| GEBURTSDATUM     | 8. Dezember 1963                    |
| GEBURTSORT       | Bron, Département Rhône             |